# Cyrtopholis plumosa
Cyrtopholis plumosa är en spindelart som beskrevs av Pelegrín Franganillo Balboa 1931. 
Cyrtopholis plumosa ingår i släktet Cyrtopholis och familjen fågelspindlar. Artens utbredningsområde är Kuba. Inga underarter finns listade i Catalogue of Life.